# Tona (Osona)
Tona este o localitate în Spania în comunitatea Catalonia în provincia Barcelona. În 2006 avea o populație de 7.328 locuitori. Este situat în comarca Osona.
1. ↑  Nomenclátor Geográfico de Municipios y Entidades de Población (20240402 edition)
2. ↑   http://www.tona.cat/ajuntament-seu-electronica/ajuntament/consistori/amadeu-lleopart-i-costa.html Lipsește sau este vid: |title= (ajutor)
3. 1 2   http://www.idescat.cat/pub/?id=aec&n=925&t=2016 Lipsește sau este vid: |title= (ajutor)